# Грюмье, Готье
Готье Грюмье (фр. Gauthier Grumier; род. 29 мая 1984, Невер, Франция) — французский фехтовальщик на шпагах, олимпийский чемпион 2016 в командной шпаге, бронзовый призёр Олимпийских игр 2016 года в индивидуальной шпаге, пятикратный чемпион мира в команде, пятикратный чемпион Европы, пятикратный чемпион Франции.
Место в рейтинге FIE — 1 (2015 год).

## Награды и звания
- 30 ноября 2016 года было присвоено звание кавалера ордена Почётного легиона[1].